# Million Years Ago
Million Years Ago is een nummer van de Britse zangeres Adele. Het nummer werd uitgebracht als de negende track op haar album 25 uit 2015.

## Achtergrond
"Million Years Ago" werd geschreven door Adele en producer Greg Kurstin. Het nummer gaat over hoe beroemd zijn de levens van haarzelf en iedereen om haar heen veranderd heeft. Zo zingt zij dat ze de lucht, haar moeder en haar vrienden mist en hoe haar beroemdheid haar bang maakt. In een interview met de BBC, uitgezonden op de dag dat 25 werd uitgebracht, vertelde ze dat het nummer "een soort verhaal is over... ik reed langs Brockwell Park, een park in het zuiden van Londen waar ik ooit bij in de buurt woonde. Het is waar ik een groot deel van mijn jeugd heb doorgebracht."
Muzikaal gezien is "Million Years Ago" een akoestisch nummer, waarbij Adele enkel op gitaar wordt begeleid. Een neuriënde stem op de achtergrond doet denken aan het Madonna-nummer "Frozen". Adele werd beschuldigd van plagiaat, aangezien de melodie van "Million Years Ago" lijkt op het nummer "Acilara Tutunmak" van de Koerdische zanger Ahmet Kaya uit 1985. Ook Hier Encore van Charles Aznavour en Duet van Herman Finkers en Brigitte Kaandorp worden genoemd als liederen waar de song erg op lijkt.
Ondanks dat het nummer niet officieel op single is uitgebracht, kwam het wel in enkele hitlijsten terecht. In de Vlaamse Ultratop 50 stond het een week op de 48e plaats. De hoogste positie die wereldwijd werd behaald, was een derde plaats in Israël. In het Verenigd Koninkrijk behaalde het nummer de 64e plaats in de hitlijsten, en in de Verenigde Staten kwam het tot de negentiende plaats in de "Bubbling Under"-lijst die de grootste hits samenstelt die nog niet in de Billboard Hot 100 staan. Voor een optreden tijdens het Amerikaanse televisieprogramma Today werd Adele genomineerd voor een Daytime Emmy Award in de categorie "Outstanding Musical Performance in a Daytime Program".

## NPO Radio 2 Top 2000
| Nummer met noteringen in de NPO Radio 2 Top 2000 | '16  | '17 | '18 | '19 | '20 | '21 | '22 | '23 | '24 |
| ------------------------------------------------ | ---- | --- | --- | --- | --- | --- | --- | --- | --- |
| Million Years Ago                                | 1859 | 573 | 501 | 694 | 634 | 551 | 780 | 859 | 747 |

1. ↑  Een vetgedrukt getal geeft de hoogste notering aan.
2. ↑  2016 was het eerste jaar met een notering voor dit nummer.